# Metal (musik)
 For alternative betydninger, se Metal (flertydig). (Se også artikler, som begynder med Metal)
Metal er en forkortelse for heavy metal-musikgenrer.

## Metalgenrer
- Alternativ metal
- Black metal
- Crossover thrash
- Dødsmetal
- Ekstremmetal
- Folk metal
- Funk metal
- Heavy metal
- Metalcore
- New Wave of British Heavy Metal
- New Wave of American Heavy Metal
- Nu metal
- Progressiv metal
- Psykedelisk metal
- Trash metal
- Viking metal